# Hard Rain (밥 딜런의 음반)
| 전문가 평가              | 전문가 평가 |
| 평가 점수                | 평가 점수   |
| 출처                     | 점수        |
| ------------------------ | ----------- |
| Allmusic                 | [ 1 ]       |
| Christgau's Record Guide | B–          |
| Rolling Stone            | [ 3 ]       |

《Hard Rain》은 미국의 싱어송라이터 밥 딜런의 라이브 음반으로, 1976년 9월 13일 컬럼비아 레코드에 의해 발매되었다. 이 음반은 롤링 썬더 리뷰의 2차 시기 동안 녹음되었다.
이 음반은 1976년 5월 23일 콜로라도주 포트콜린스의 휴즈 스타디움에서 열린 콘서트에서 부분적으로 녹음되었고, 이 투어의 마지막 쇼인 이 콘서트는 또한 촬영되었고 이후 NBC에 의해 9월에 1시간짜리 텔레비전 스페셜로 방송되었다(《Hard Rain》의 발매는 이 방송과 일치한다). 1976년 5월 16일 텍사스주 포트워스에서 음반(〈I Threw It All Away〉, 〈Stuck inside of Mobile with the Memphis Blues Again〉, 〈Oh, Sister〉, 〈Lay, Lady, Lay〉)의 네 곡이 녹음되었다. 음반도 텔레비전 스페셜도 호평을 받지 못했다.

## 곡 목록
모든 곡들은 특별한 언급이 없는 한 밥 딜런에 의해 작사/작곡하였다.
| #  | 제목                                                    | 재생 시간 |
| -- | ------------------------------------------------------- | --------- |
| 1. | 〈Maggie's Farm〉                                       | 5:23      |
| 2. | 〈One Too Many Mornings〉                               | 3:47      |
| 3. | 〈Stuck Inside of Mobile with the Memphis Blues Again〉 | 6:01      |
| 4. | 〈Oh, Sister (딜런, 자크 레비)〉                        | 3:43      |
| 5. | 〈Lay Lady Lay〉                                        | 4:47      |

| #  | 제목                       | 재생 시간 |
| -- | -------------------------- | --------- |
| 1. | 〈Shelter from the Storm〉 | 5:29      |
| 2. | 〈You're a Big Girl Now〉  | 7:01      |
| 3. | 〈I Threw It All Away〉    | 3:18      |
| 4. | 〈Idiot Wind〉             | 10:21     |